# Верба (Новгород-Сіверський район)
Верба́ — село в Україні, у Понорницькій селищній громаді Новгород-Сіверського району Чернігівської області. Населення становить 431 осіб станом на 2024 рік. До 2019 орган місцевого самоврядування — Вербівська сільська рада і центр сільської Ради народних депутатів, якій було підпорядковане с. Осьмаки. Розташоване за 35 км (через смт. Понорниця), до районного центру смт. Короп та за 12 км до шосе Новгород-Сіверський — Чернігів.

## Географія
Селом протікає річка Вербка, ліва притока Убіді.

## Назва
За народними переказами, назва його походить від річки Вербка та заростів верболозу. 

## Символіка

### Герб
На гербі зображений молодий гончар під час виробництва глечика, що символізує основний місцевий промисел. Срібний глечик символізує білі глини, а юнак - промислу навчали тільки хлопчиків.

## =Прапор
На синьому тлі зображений срібний глечик і золоті руки, що символізує основний місцевий промисел.

## Історія
Вперше згадується у 1399 році. Була дерев'яна Троїцька церква, але потім з неї зробили земську школу у зв'язку з відкриттям нової церкви на початку ХХ ст.
10 січня 1688 року гетьман Іван Мазепа підтверджує колишньому понорницькому сотникові Андрію Нестеренку власність на Османівський млин на р. Верба під с. Верба.
У роки Голодомору 1932-1933 р.р. у селі загинуло щонайменше 24 людини.
У селі Вербі були: садиба колгоспу «Більшовик» (його спеціалізація — відгодівля ВРХ), цегельний цех, тартак (лісопильний з-д), відділення зв'язку, дві 8-річні школи, 2 ФАПи, дитсадок, будинок культури на 240 місць.
12 червня 2020 року, відповідно до розпорядження Кабінету Міністрів України № 730-р «Про визначення адміністративних центрів та затвердження територій територіальних громад Чернігівської області», увійшло до складу Понорницької селищної громади.
19 липня 2020 року, в результаті адміністративно-територіальної реформи та ліквідації Коропського району, увійшло до складу Новгород-Сіверського району Чернігівської області.

## Промисли
Неродючі піщані та суглинисті ґрунти унеможливлювали ефективне заняття сільським господарством, місцеве населення змушене було шукати інші види виробничої діяльності. Значні поклади високоякісних гончарних глин та наявність лісів сприяли розвитку гончарства, що стало чи не головним засобом існування для мешканців села. Про це свідчить і той факт, що ще напередодні Другої світової війни у Вербі на 500 дворів було 400 гончарів. Умови праці та технологія виробництва тут були такі самі, як і в інших гончарських осередках України. Гончарній справі навчали лише хлопчиків у віці 7–12 років. Інші члени родини були задіяні на підсобних роботах. Свої вироби майстри формували на гончарному крузі, який стояв просто у житловому приміщенні. Тут же зберігали та обробляли сировину: глину на підстилці вимішували, збивали у вальки, стругали стругом (ніж з двома ручками на кінцях), скочували у грудки.
До 1930-х років вербівські гончарі виготовляли посуд з білої глини, яку добували на Дем’янівщині на відстані 2 км від села. Для цього копали глибокі шахти (до 5 м), укріплювали їх стояками та шалівкою і звідти відрами та кошиками витягали глину. Але після нещасного випадку, коли загинули двоє людей, глину почали брати на поверхні ґрунту. В урочищі Весела Гора, за 6 км від села, добували червону глину. Для роботи гончарі найчастіше змішували білу та червону глину у співвідношенні 1:2. Посуд з такої сировини мав м’який червонуватий колір, а біла глина надавала йому міцності. Готові вироби висушувалися на спеціальних підвісних поличках – «п’ятрах». Випалювали у горнах, які будували на поверхні ґрунту: піч мурували з цегли, а склепіння робили з битого посуду. Продавали свою продукцію вербівські гончарі на ярмарках у Коропі, Кролевці, Борзні, Прилуках, Глухові.

## Пам'ятки

### Купцова криниця
Є легенда, колись у давнину проживав дід а сам той чоловік був родом з с.Купчичі Сосницького району і оженився жив у селі і викопав криничку ту де була джерельна вода і так до цього часу збереглася.

### Дерев'яна церква
У 2014 році розпочалося будівництво дерев'яної церкви виключно з дерева. У будівництві використовують тільки сокиру, інший металевий інструмент не використовується.

#### Пам'ятники
- обеліск слави (1970 р.) в пам'ять про односельців, які полягли (290 чол.) в боротьбі проти німецько-нацистських загарбників;
- надгробок (1970 р.) на братській могилі радянських воїнів, загиблих 1943 р. при визволенні села від гітлерівців.